# Scarlett Beauvalet
Pour les articles homonymes, voir Beauvalet.
Scarlett Beauvalet-Boutouyrie est une historienne française, professeure à l'université de Picardie, spécialiste d'histoire sociale (histoire de la famille, des femmes et de la santé en France à l'époque moderne) et auteure d'ouvrages de référence dans ce domaine. Elle a été élevée au grade de Chevalier dans l'ordre des Palmes académiques en 2016.

### Publications
- La Population de Verdun dans la seconde moitié du XVIIIe siècle, étude démographique, Thèse de 3e cycle, sous la direction de G. Cabourdin, Université de Nancy II, 1987.Version abrégée publiée par la Société des Lettres, Sciences et Arts de Bar-le-Duc, 1991.
- Paroisses et communes de France : Meuse (en collaboration avec C. Motte), éditions du CNRS, 1992.
- La population française à l’époque moderne. Démographie et comportements, Paris, Belin, 2008.
- Naître à l'hôpital au XIXe siècle, Paris, Belin, 1999.
- Être veuve en France à l’époque moderne, Paris, Belin, 2001.
- Les femmes à l’époque moderne, Paris, Belin, 2003.
- Histoire de la solitude féminine dans la France moderne, Paris, Belin, 2008.
- Histoire de la sexualité à l'époque moderne, Paris, Armand Colin, 2010.
- L'horizon méditerranéen 1779-1799. Lettres et journaux de voyage de Louis Marie Auguste d'Estourmel (1754-1814), de l'ordre de Malte (en collaboration avec I. Chave et M. Trévisi), Bordeaux, Presses Universitaires de Bordeaux, 2011.
- Destins croisés de deux familles nobles à la fin du XVIIIe siècle : les d'Estourmel et les La Myre-Mory (en collaboration avec I. Chave et M. Trévisi), Presses Universitaires de Limoges, 2015.
- Le rose et le bleu. La fabrique du féminin et du masculin. Cinq siècles d'histoire (en collaboration avec E. Berthiaud), Paris, Belin, 2016.

### Sélection d'articles en ligne
- Scarlett Beauvalet, « L’histoire des femmes en France à l’époque moderne », Perspective, 4 | 2007, p. 601-610 [Mis en ligne le 31 mars 2018, consulté le 28 janvier 2022. URL : http://journals.openedition.org/perspective/3567 ; DOI : https://doi.org/10.4000/perspective.3567][2].

## Directions d'ouvrages
- Liens sociaux et actes notariés dans le monde urbain en France et en Europe (en collaboration avec François-Joseph Ruggiu et Vincent Gourdon), Paris, Presses de l’Université de Paris-Sorbonne, 2004.
- Amiens à l’époque moderne (1500-1850). Aspects d’une société urbaine en Picardie, (en collaboration avec Gérard Hurpin), Amiens, Editions Encrage, 2005.
- La famille au XVIIe siècle en Europe, XVIIe siècle, no 249, octobre-décembre 2010.
- Une famille au XVIIIe siècle : les d'Estourmel, Amiens, Editions Encrage, 2011.
- Lieux et pratiques de santé (en collaboration avec Marie-Claude Dinet), Amiens, Encrage, 2013.
- Fêtes, spectacles et réjouissances en Picardie, XVe siècle-début du XIXe siècle (en collaboration avec Marie-Claude Dinet), Amiens, Encrage, 2016.